# InK
InK（インク）は、電気グルーヴの石野卓球とTOKYO No.1 SOUL SETの川辺ヒロシのコラボレーションによるユニット。2人のイニシャル（Ishino&Kawanabe）をとってInKとした。2006年キューンレコードから「C-46」を発表。単発的なプロジェクトではなく、今後も活動を継続する意向が示されたが、その後表立った活動はない。

## メンバー
- 石野卓球（いしの たっきゅう、1967年12月26日 - ）
電気グルーヴのメンバー。
- 川辺ヒロシ（かわなべ ヒロシ、1967年3月24日 - ）
TOKYO No.1 SOUL SETのDJ、トラック・メイキング担当。

## ディスコグラフィー

### アナログレコード
※いずれも限定盤

### 配信
※着うたフル及びPC配信限定
- Disguise（2006年5月3日）
- Flat Field（2006年5月17日）
- Mod Frequency（2006年5月17日）

### エピソード
- 「電気グルーヴ×スチャダラパー」の打ち上げの席から結成の話が持ち上がった。
- ライヴでは井上陽水「氷の世界」、萩原健一「ショーケントレイン」のカバーを披露。
- 1stアルバムリリース時にはタワーレコードにおいてインストア・トーク・ギグ『InKとリリーフランキーの楽しいおしゃべり』、『InKと宇川直宏の楽しいおしゃべり』を開催。スチャダラパーのアニとシンコも飛び入り参加。
- 2ndアルバムリリース時にはHMVにおいて『InKのネット見まSHOW』を開催。石野と川辺がYouTubeで見つけてきたおもしろ映像（「電気結成初期の大阪ファンダンゴでの初ライブ映像」、「キマってる特集ベスト」、「昔のキテる華原朋美」、「紙袋の中に自分の糞を入れて持ち歩く男」、「聖飢魔IIのデーモン小暮のコスプレでNHKのど自慢に出場したはいいが、なかなか緊張して上手く唄えない男」など）をワインをあおりつつ、ほろ酔い気分で客と一緒に観て笑うという内容だった。